# تقنية العمل الخيري
تقنية العمل الخيري هي تسمية عامة لجميع إستخدامات التقنية من قِبل المنظمات غير الربحية. ولا تختلف في العادة التقنيات التي تُستخدم في العمل غير الربحي عن التي تُستخدم في العمل الربحي، ولكن قد تُقدَّم هذه التقنيات للمنظمات غير الربحية بحلول منخفضة التكاليف لتلبية حاجاتها الإدارية والخدمية والتسويقية. ويمكن تعريف تقنية العمل الخيري بالقول: «هي أداة تقنية تُساعد المنظمات غير الربحية في العمل بأكبر تأثير ممكن». وقد لعبت هذه التقنيات الدور الكبير في تسويق مشاريع الجهات غير الربحية لدى المجتمعات، ونقلتها من التعامل التقليدي إلى التعامل التقني الذي سهل كثيراً من أعمال هذه المنظمات. عززت التقنية في العمل الخيري القدرة على قياس وتقييم وتتبع أثر النجاح في العمل.

## أهداف التقنية في العمل الخيري
1. التوفير والاستغلال الأمثل للموارد التشغيلية المادية والبشرية
2. تنظيم وحفظ بيانات المنشآت وسهولة الوصول إليها
3. تسريع الإجراءات العملية
4. مساعدة أصحاب القرار في تقرير المسارات الاستراتيجية للعمل
5. التقليل من نسبة الأخطاء في عمل المنظمة وزيادة الكفاءة

## أبرز المواقع الإلكترونية التي أهتمت بتقنية العمل الخيري
يعد موقع مزن لتقنية العمل الخيري من أفضل المواقع وذلك لانه يحتوي على أساسيات بناء عمل تقني ووجود مقالات يتم تحديثها بأستمرار ومقالات دائمة لرواد العمل التقني المزيد من المعلومات والإشارة لتطبيقات الحواسيب والاجهزة الزكيه التي تساعد في التقنية .